# Hadena olivochroa
Hadena olivochroa är en fjärilsart som beskrevs av George Francis Hampson 1909. Hadena olivochroa ingår i släktet Hadena och familjen nattflyn. Inga underarter finns listade i Catalogue of Life.